# Aups
Aups is een gemeente in het Franse departement Var (regio Provence-Alpes-Côte d'Azur). Aups telde op 1 januari 2022 2.254 inwoners, die Aupsois worden genoemd. De plaats maakt deel uit van het arrondissement Brignoles. De plaats is de geboorteplaats van Generaal Jean Baptiste Girard, Duc de Ligny. Hertog en Pair van Frankrijk die aan zijn op 16 juni 1815 bij de gevechten rond de "Ferme de la Haye" in Waterloo opgelopen wonden stierf.
In de Tweede Wereldoorlog was Aups een haard van verzet tegen de Duitsers. De Franse regering verleende de stad daarvoor het Oorlogskruis Croix de Guerre.

## Geografie
De oppervlakte van Aups bedroeg op 1 januari 2022 64,15 vierkante kilometer; de bevolkingsdichtheid was toen 35,1 inwoners per km².
De onderstaande kaart toont de ligging van Aups met de belangrijkste infrastructuur en aangrenzende gemeenten.

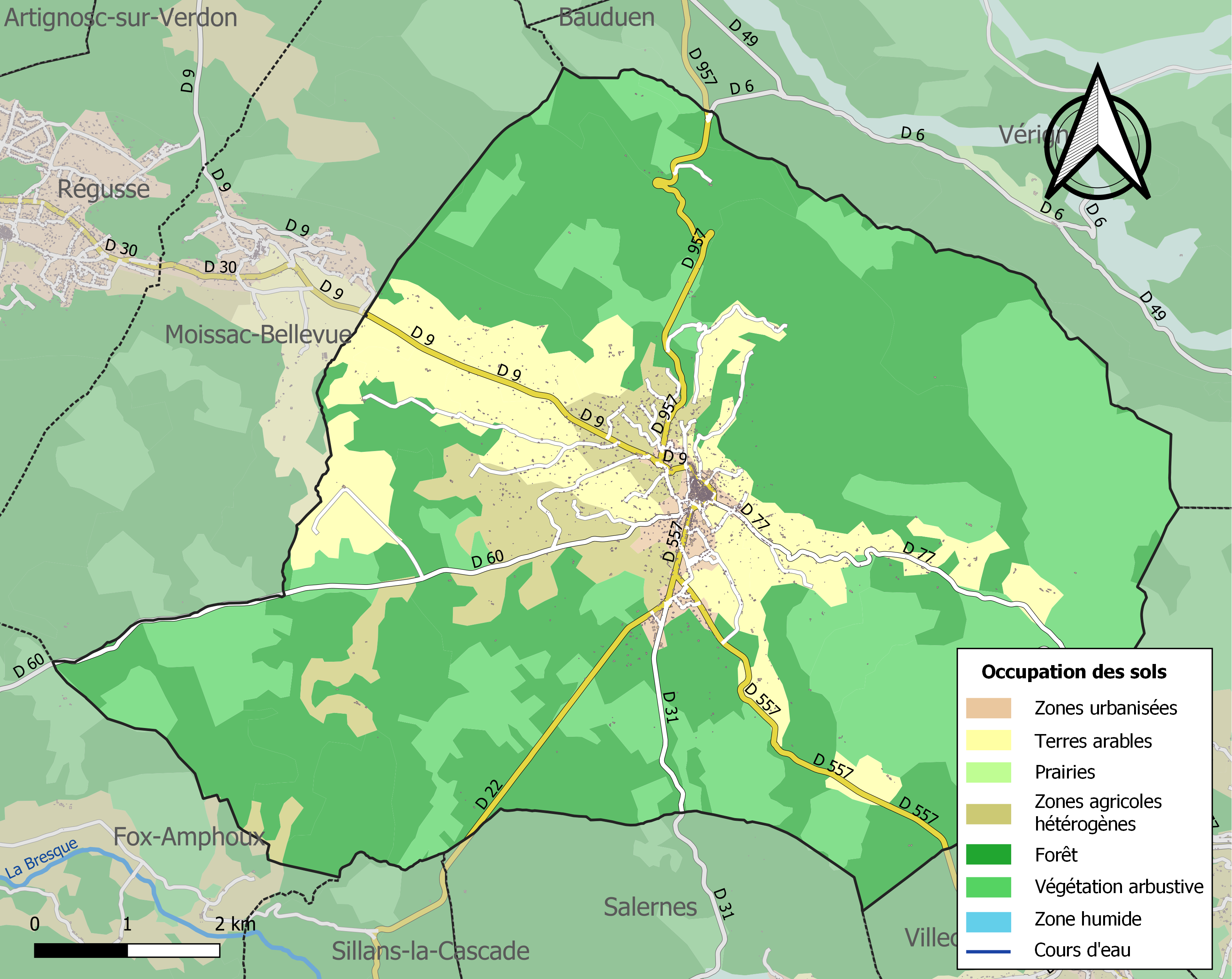

## Demografie
Onderstaande figuur toont het verloop van het inwonertal (bron: INSEE-tellingen).